# Calystegia macrostegia
Calystegia macrostegia es una especie de planta herbácea perteneciente a la familia de las convolvuláceas.

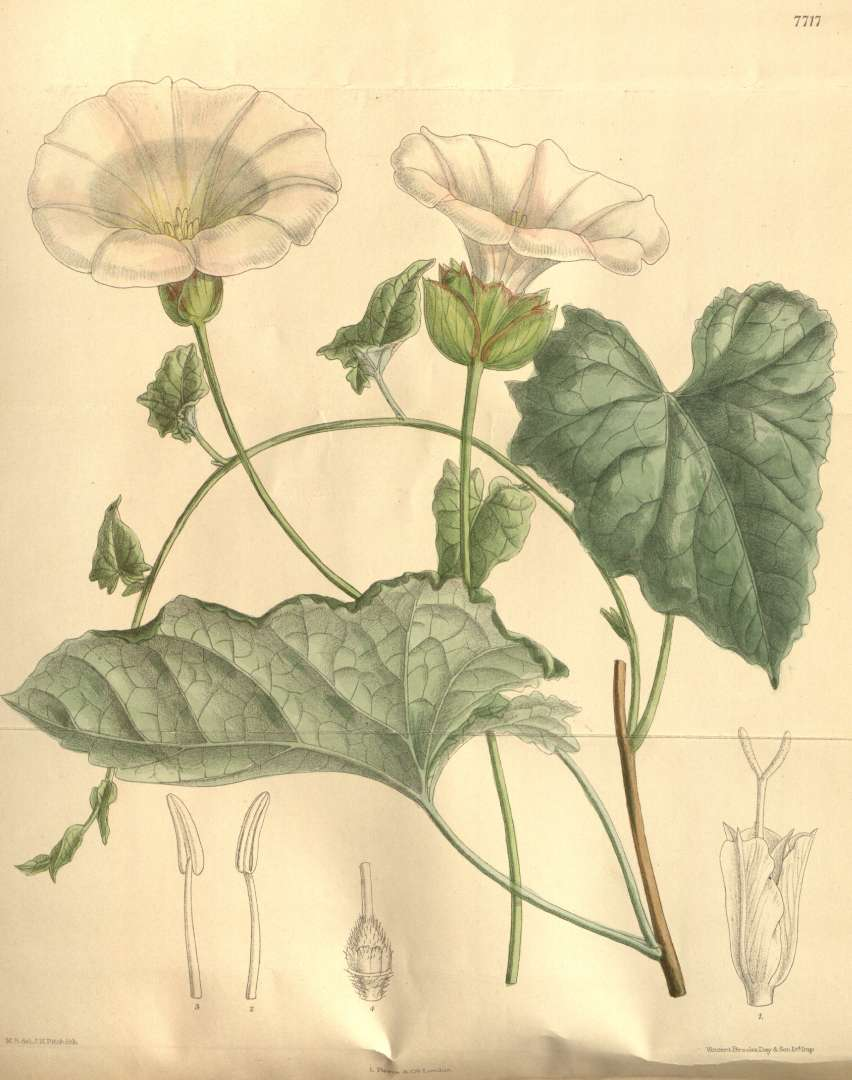
Ilustración

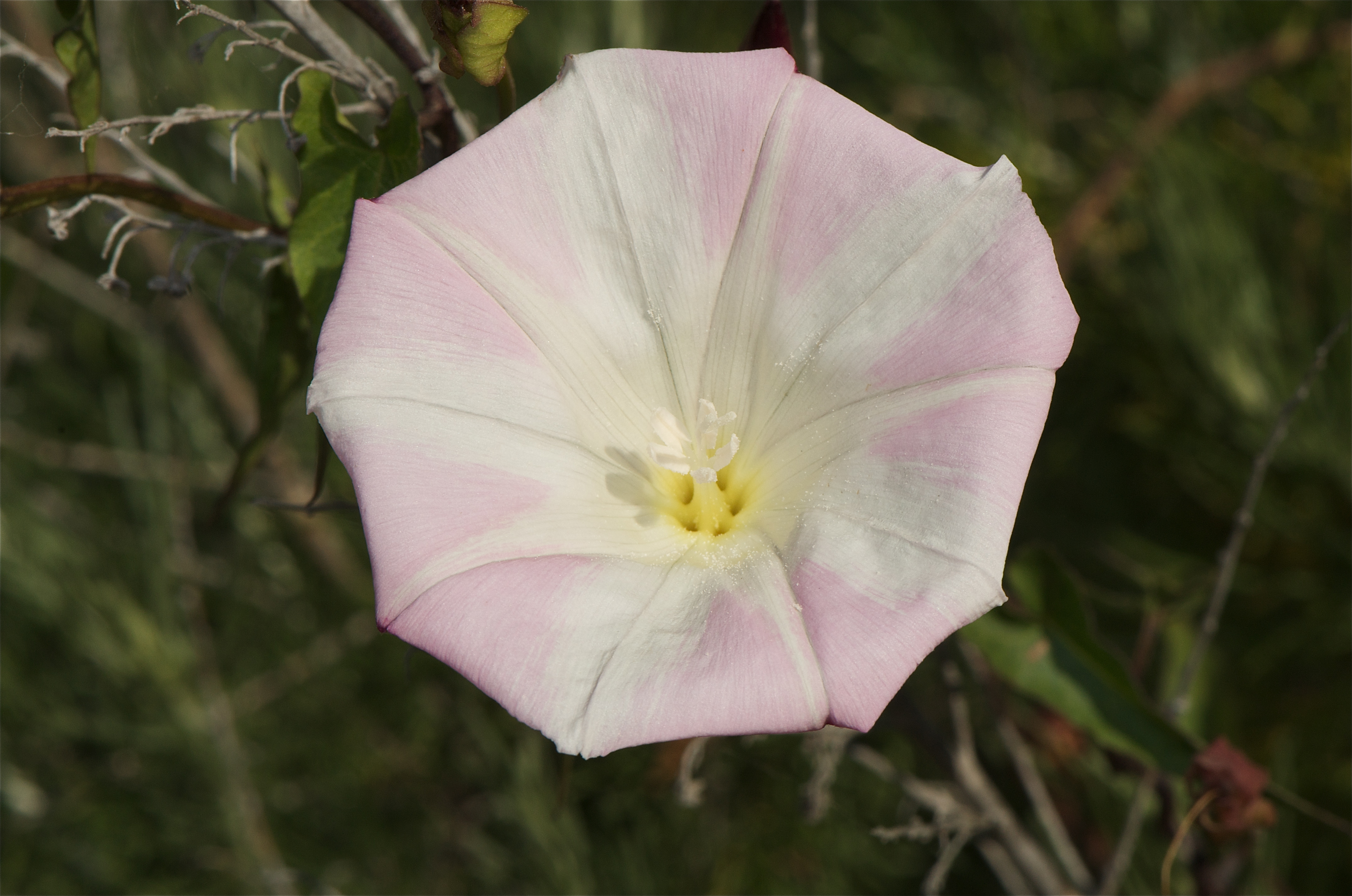
Detalle de la flor

## Descripción
Es una hierba perenne leñosa o arbusto pequeño que puede ser una enredadera herbácea o una planta trepadora que puede acercarse a los 9 metros de longitud. Las hojas son triangulares y pueden tener más de 10 centímetros de ancho. Produce flores de color blanco a rosa muy pálido, con corola de 2 a más de 6 centímetros de ancho. Esta planta es nativa del sur de California y de México, donde es común a lo largo de la costa.

## Taxonomía
Calystegia macrostegia fue descrita por (Greene) Brummitt y publicado en Annals of the Missouri Botanical Garden 52(2): 214. 1965.
Etimología
Calystegia: nombre genérico que deriva de las palabras griegas: kalux = "taza" y stegos = "cubierta".
macrostegia: epíteto latíno
Variedad aceptada
- Calystegia macrostegia subsp. cyclostegia (House) Brummitt

Sinonimia
- Calystegia macrostegia subsp. macrostegia
- Convolvulus occidentalis var. macrostegius (Greene) Munz
- Volvulus macrostegius (Greene) Farw.[2]